# Wagner-Bräu (Kemmern)

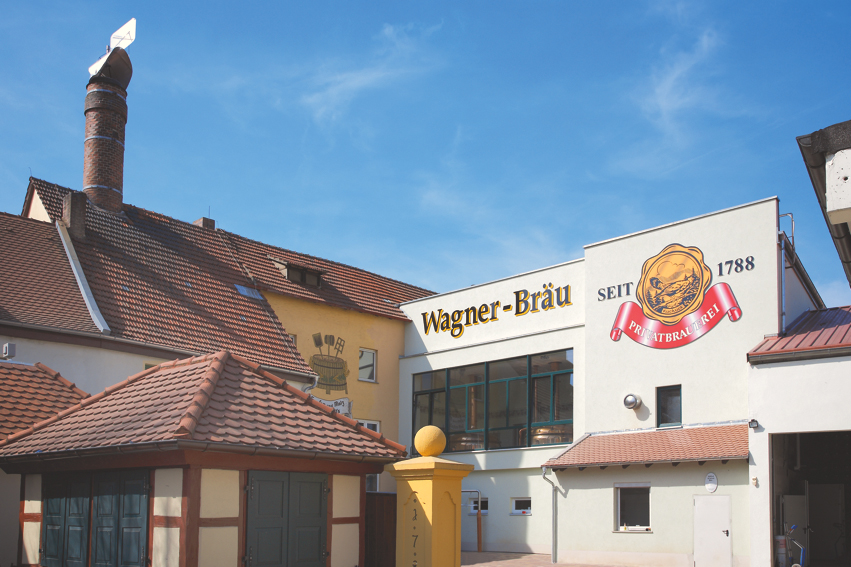
Das Gebäude der Brauerei Wagner in Kemmern

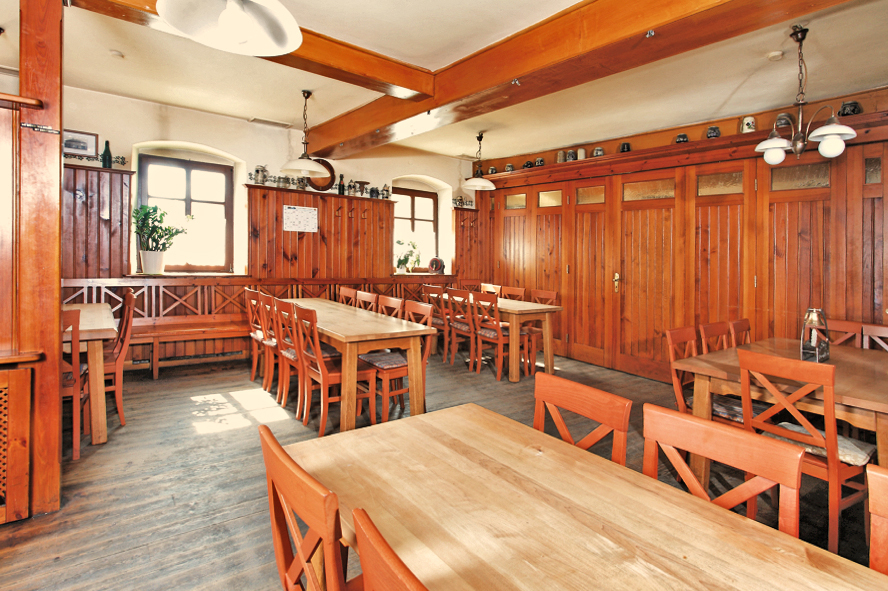
Die Gaststube der Brauerei

Wagner-Bräu GmbH & Co. KG ist eine Bierbrauerei in Kemmern in Bayern. Die Brauerei wurde 1788 erstmals urkundlich erwähnt. Seitdem ist sie in der nunmehr siebten Generation eine Gasthausbrauerei.
In der Brauerei wird nach den seit Generationen überlieferten Rezepten mit Wasser aus der eigenen Peter und Paul-Quelle gebraut. Mit acht Mitarbeitern stellt die Wagner-Bräu 8.000 hl Bier und 10.000 hl alkoholfreie Getränke her. Es entstehen elf Biersorten und 16 verschiedene alkoholfreie Getränke. In der Gaststätte der Wagner-Bräu werden die eigenen Biere vom Fass ausgeschenkt. Zusätzlich gibt es Brotzeiten und kleine warme Gerichte. Der Bierkeller der Brauerei liegt am Orts- und Waldrand von Kemmern.
Neben Pils und Lager braut das Unternehmen auch Märzenbier, Weizenbier, Bockbier, Schwarzbier, Landbier, Rotbier, Rauchbier und Vollbier. Speziell zu den Festtagen wie Kirchweih, Ostern, Pfingsten und Weihnachten wird ein Festbier gebraut. Außerdem bietet die Brauerei Wasser, Limonaden, Säfte sowie alkoholische Biermixgetränke an. 
Die Brauerei Wagner veranstaltet regelmäßig folgende Events: 
- Juni: Fischkerwa
- Juli: Kuckucksfestival
- August: Kirchweih
- November: Bockbieranstich